# Foltosnyakú vidra
A foltosnyakú vidra (Hydrictis maculicollis) az emlősök (Mammalia) osztályába, ezen belül a ragadozók (Carnivora) rendjébe és a  menyétfélék (Mustelidae) családjába tartozó faj.
Egyes rendszerezések Lutra nembe sorolják Lutra maculicollis néven.

## Előfordulása
Afrikában a Szahara alatti területeken honos. Édesvízű folyok és tavak lakója.

## Megjelenése
Testhossza 1 méter körüli, testtömege 6 kilogramm.

## Életmódja
A foltosnyakú vidra, mint a többi vidrafaj, nagyon jól alkalmazkodott a vízi életmódhoz.

## Külső hivatkozás
- Képek az interneten a fajról